# La Russell
La Russell és una població dels Estats Units a l'estat de Missouri. Segons el cens del 2000 tenia 138 habitants.

## Demografia
Segons el cens del 2000, La Russell tenia 138 habitants, 51 habitatges, i 39 famílies. La densitat de població era de 156,7 habitants per km².
Dels 51 habitatges en un 33,3% hi vivien nens de menys de 18 anys, en un 60,8% hi vivien parelles casades, en un 11,8% dones solteres, i en un 23,5% no eren unitats familiars. En el 19,6% dels habitatges hi vivien persones soles l'11,8% de les quals corresponia a persones de 65 anys o més que vivien soles. El nombre mitjà de persones vivint en cada habitatge era de 2,71 i el nombre mitjà de persones que vivien en cada família era de 3,03.
Per edats la població es repartia de la següent manera: un 27,5% tenia menys de 18 anys, un 10,9% entre 18 i 24, un 29% entre 25 i 44, un 18,8% de 45 a 60 i un 13,8% 65 anys o més.
L'edat mediana era de 31 anys. Per cada 100 dones de 18 o més anys hi havia 108,3 homes.
La renda mediana per habitatge era de 28.000 $ i la renda mediana per família de 21.750 $. Els homes tenien una renda mediana de 28.750 $ mentre que les dones 12.000 $. La renda per capita de la població era de 10.451 $. Entorn del 27% de les famílies i el 26,6% de la població estaven per davall del llindar de pobresa.

## Poblacions més properes
El següent diagrama mostra les poblacions més properes.